# Gustavo Conceição
Pour les articles homonymes, voir Conceição.
Gustavo Conceição, né le 8 mars 1957, à Luanda, en Angola, est un ancien joueur de basket-ball et homme politique angolais. Il évolue durant sa carrière au poste d'ailier. Il est membre de l'Assemblée nationale angolaise, faisant partie du Mouvement populaire de libération de l'Angola.

## Palmarès
- Finaliste du championnat d'Afrique 1983, 1985
- 3e du championnat d'Afrique 1987